# Manny tuttofare
Manny tuttofare (Handy Manny) è una serie animata statunitense-canadese prodotto per Nelvana e The Walt Disney Company per Playhouse Disney/Disney Junior. La serie racconta le avventure di Manny Garcia, un tuttofare ispanico bilingue, e i suoi attrezzi antropomorfici e parlanti. Il cartone animato è ambientato nella città di Sheetrock Hills. 
La serie è stata creata da Roger Bollen, Marilyn Sadler e dal vincitore di un Emmy Award Rick Gitelson. L'animazione è realizzata dallo studio di Toronto Nelvana, mentre la regia è affidata a Ted Bastien e Sue Blue. La musica è realizzata da Fernando Rivas, mentre la sigla iniziale è cantata dai Los Lobos.
Il cartone è stato trasmesso in Italia a partire dal 5 novembre 2007 prima da Playhouse Disney e da Rai 2 ed in seguito da Disney Junior.  Nel 2017, la serie viene trasmessa sul canale Frisbee, fino al 2019.
Come l'originale la serie è bilingue, ma la principale lingua parlata dai personaggi è l'italiano e le parole in spagnolo presenti nella versione inglese sono state tradotte in inglese. Nel doppiaggio italiano, la pronuncia dei termini inglesi è caratterizzata da una forte cadenza italiana e, talvolta, perfino da errori. Alcune edizioni in altre lingue, ad esempio quella francese e quella tedesca, hanno scelto invece di mantenere come seconda lingua lo spagnolo.
Gli attrezzi e Manny sono famosi per la loro canzone intitolata Tutti dentro, scritta da Fabio Vaccaro, autore di canzoni per Luca Napolitano e Nek.

## Personaggi principali e doppiatori
- Manuel "Manny" Garcia: è il protagonista della serie che, insieme ai suoi attrezzi riesce a riparare qualunque cosa. Sembra che Kelly abbia una cotta per lui. È doppiato da Giorgio Milana.
- Kelly: è la proprietaria della ferramenta della città, è lei che vende tutto il necessario a Manny per riparare le cose. Sembra che quest'ultimo abbia una cotta per lei. È doppiata da Selvaggia Quattrini.
- Vito: (Cacciavite a Taglio) ha un carattere serio e sarcastico. È il più anziano del gruppo. È doppiato da Gerolamo Alchieri.
- Philip (Cacciavite a Stella): è molto amico di Vito siccome sono quasi uguali ma spesso vanno in litigio. È doppiato da Luigi Morville.
- Scatto (Metro a nastro): è molto intelligente. È doppiata da Paola Valentini.
- Strizza (Pinza): è la più piccola del gruppo. È doppiata da Monica Vulcano.
- Pim (Martello): è un totale imbranato. È doppiato da Francesco Meoni.
- Becco (Chiave a Pappagallo): è molto fifone e pessimista. È doppiato da Gianluca Solombrino.
- Dente (Sega): è una femmina ed è la più intelligente del gruppo dopo Scatto. È doppiata da Alida Milana.
- Brilla (Torcia): è presente a partire dalla seconda stagione, all'inizio sa parlare solo in inglese (e lo parla urlando) ma presto imparerà anche l'italiano.
- Signor Leonard Lopart: è il vicino di Manny e proprietario del negozio di dolciumi, quando mostra un'attrazione speciale a Manny, la gatta Fluffy rovina tutto.
- Fluffy: è la gattina del signor Lopart. Insieme a lui combina molti guai.
- Sindaco Rose: è il sindaco della città. È doppiata da Valeria Perilli.
- Grandpa: è il nonno di Manny. È doppiato da Giuliano Santi.
- Elliot: è il fratello di Kelly.
- Chief Edwards: è il comandante dei pompieri di Sheetrock Hills.
- Signora Porterman: è la vicina del Signor Lopart. È la cuoca più brava della città. È anche la moglie di Grandpa dalla terza stagione, quindi nonna acquisita di Manny.

## Manny a scuola di attrezzi
Sul canale televisivo a pagamento Disney Junior viene trasmessa anche una miniserie chiamata "Manny a scuola di attrezzi". In ogni episodio Manny spiega le diverse tipologie di attrezzi e le loro funzioni. Come gli otto attrezzi che usa di solito, anche nuovi attrezzi comparsi nella serie sono antropomorfi e sanno parlare. I nuovi attrezzi comparsi sono:
- Dina: una livella a laser gialla.
- Junior: una chiave inglese azzurra. È figlio di Lily e Lefty.
- Lily: una chiave inglese gialla. È la madre di Junior.
- Lefty: una chiave inglese arancione. È il padre di Junior.
- Sneeze: un compressore ad aria che starnutisce sempre (infatti sneeze in inglese  significa starnuto).